# باسیل مارکزینیس

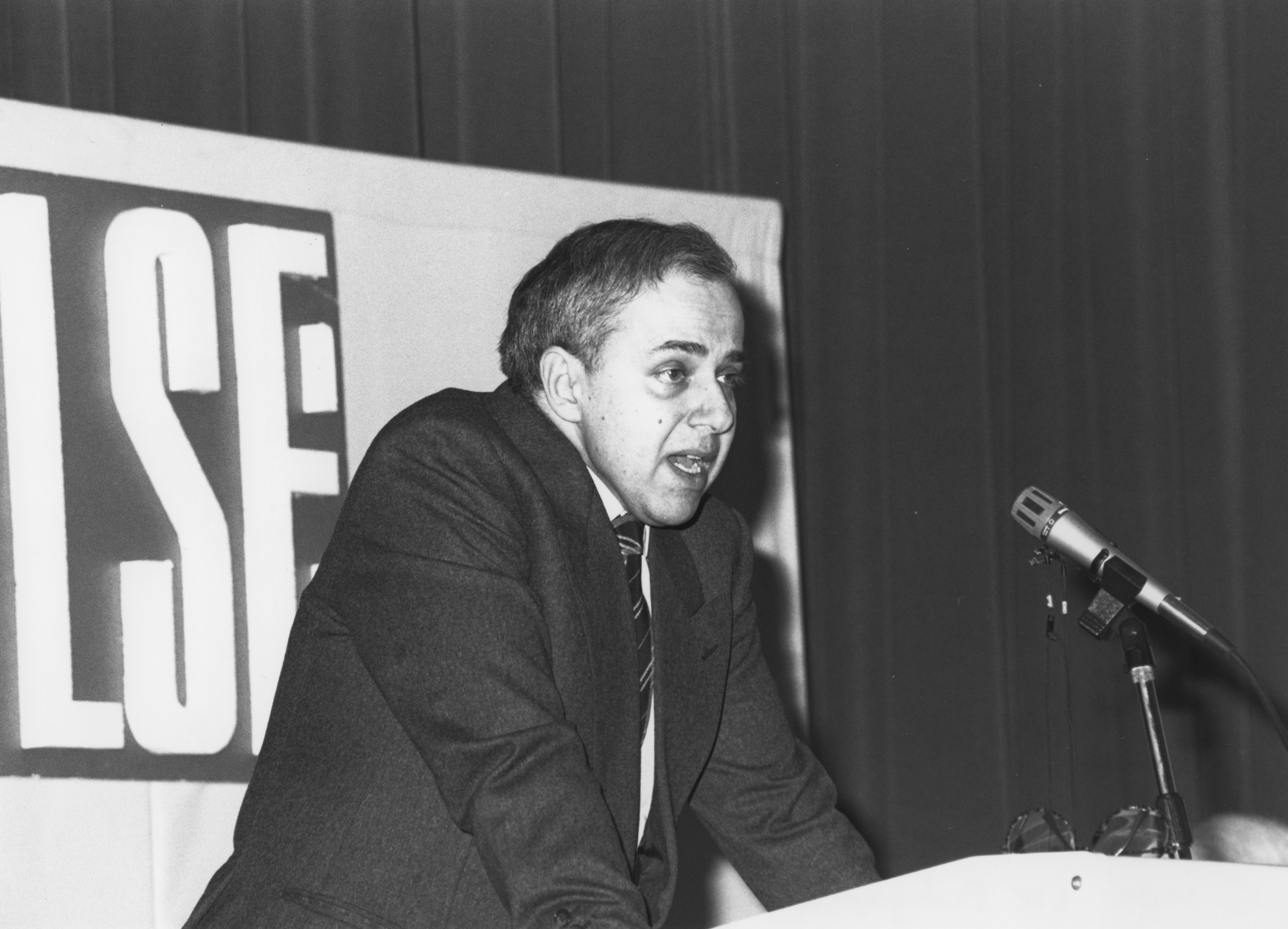
باسیل مارکِزینیس، سال ۱۹۸۹ میلادی

باسیل مارکِزینیس (به انگلیسی: Basil Markesinis)؛ (زاده ۱۰ ژوئیه ۱۹۴۴) عضو هیئت مشاوران ملکه، دارندهٔ دکترای حقوق مدنی و عضو فرهنگستان بریتانیا یک پژوهشگر حقوق و صاحب کرسی بنیاد جَمَیل در دانشگاه تگزاس در آستین و استاد حقوق مدنی کالج دانشگاهی لندن است.

## زندگی شخصی و تحصیلی
باسیل در آتن، یونان متولد شد و فرزند سیاستمدار یونانی اسپیروس مارکزینیس است. او دارای تابعیت مضاعف انگلیسی-یونانی می‌باشد. او تحصیلات خود را در دانشکده حقوق دانشگاه آتن آغاز کرد و با «نمرهٔ ممتاز» به دریافت مدرک عالی و دکترای حقوق مدنی و حقوق مسیحی نائل آمد. سپس سِر باسیل برای ادامهٔ تحصیلات حقوقی خود به دانشگاه کمبریج رفت و مدرک کارشناسی ارشد و دکترا (جایزهٔ نیویورک) خود را در سال ۱۹۷۰ دریافت کرد. همچنین، او نائل به دریافت مدارک و مناصب افتخاری از دانشگاه‌های کمبریج (1988), Gent (1992) آکسفورد (۱۹۹۵) پاریس من (۱۹۹۸), مونیخ (۱۹۹۹) و آتن (۲۰۰۶) نیز گشته‌است.

## کتابشناسی
۱. Σκιές απο την Αμερική. Άρθρα και Δοκίμια πάνω στον Σύγχρονο Αμερικανικό Επεκτατισμόهای Εκδοσεις Λιβάνη, ۲۰۰۹ (σελίδες ۳۶۴) (یونانی)
۲. Επικοινωνιακή Διπλωματία και Διπλωματία Βάθουςهای Εκδόσεις Λιβάνη (۲۰۰۹) (σελίδες ۳۱۷). (در یونانی)
۳. Το Καλό και το Κακό στην Τέχνη και το Δίκαιο. Ενα Εκτενές Δοκίμιοهای Εκδόσεις Λιβάνη (۲۰۱۰) (σελίδες ۳۹۷). (یونانی)
۴. درگیر شدن با قانون خارجی (co-author), هارت انتشار (۲۰۰۹).
۵. ماهیت دوگانهٔ حقوق، Sramek Verlag, مصور، وین (۲۰۰۸) (صفحات ۴۶۹)
۶. Σκοτεινό Μεγαλείοهای Εικονογραφημένο (σελίδες ۱۷۵), Ελληνικά Γράμματα
۷. خوب و بد در هنر و قانون، تمدید مقالهSpringer Verlag, Wien-New York, (2007), 264 صفحه. [چینی و پرتغالی زبان در آماده‌سازی].
۸. مراجعه قضایی به قانون خارجی: یک منبع جدید از الهام؟  (co-author), (Rutledge/ کاوندیش Press, 2006) (409 صفحه).
9. Juges همکاران دانشگاه صورت au droit comparé. Histoire des trente-cinq dernières annéesهای Dalloz (2006) (با مقدمه رئیس‌جمهور مرد Canivet). [ترجمه فرانسوی کتاب شماره ۶ همراه با فصلی اضافی در باب قانون اساسی فرانسه/ایالات متحده آمریکا]
۱۰. حقوق قراردادهای آلمان: یک مطالعهٔ تطبیقی، 2nd ed. (co-author) [به‌طور کامل دوباره بازیگران و دوباره نوشته شده‌است را به حساب‌های اخیر اصلاحات، قانون قرارداد; ۲۰۰۶، ۹۷۹ صفحات به همراه لیو. نسخه جدید به نظر می‌رسد در سال ۲۰۱۱]
۱۱. الگوهای فدرالیسم و منطقه گرایی (co-ویرایشگر), هارت مطبوعات (۲۰۰۶) (۲۸۰ صفحه).
۱۲. حقوق تورت مارکزینیس و دیکن (co-author), Oxford (6th ed. , 2007)

### مقالات
- "Weltliteratur و قانون جهانی درس‌هایی از گوته", Liber Amicorum برای خداوند، Bingham, ارشد حقوق، خداوند, Oxford University Press (2009)(تجدید چاپ در مشترک بررسی قانون (۲۰۰۹)).
- "لا politisation de la pensée juridique آمریکا ", Mélanges Geneviève Vineyهای Dalloz (2008).
- "انسان و عدل الهی" 6 Denning سخنرانی در لینکلن مسافرخانه و به نظر می‌رسد در آینده Liber Amicorum گیدو Alpaهای Giuffré Milano, (2007).
- "تفکر سیاسی، حقوق بشر، قانون و حقوقی پیوند", مراسم تحلیف در دانشگاه آتن به مناسبت اعطای دکترای Honoris Causa توسط دانشکده حقوق. (دانشگاه آتن ۲۰۰۷; در یونانی).
- "آشنایی با قانون آمریکا با نگاه کردن به آن از طریق خارجی چشم. نسبت به گسترده تر نظریه برای پژوهش و استفاده از قانون خارجی" ارواین سخنرانی، کرنل، ۲۲ اوت ۲۰۰۶ در ۸۱ شماره 1 Tulane بررسی قانون (2006) (pp. ۱۲۳–۱۸۵).
- "قضایی ذهنیت: وضع روانی یا چشم‌انداز به عنوان یک عامل مانع مراجعه به قانون خارجی"های سده سخنرانی از جامعه تطبیقی قانون 80 Tulane بررسی قانونشماره ۴ (آوریل 2006) (pp1325–۱۳۷۵).
- 41. "Le droit étranger devant le juge آمریکا et le juge français". سخنرانی در انستیتو فرانسه تحویل در ۱۳ مارس ۲۰۰۶. مؤسسه صفحه وب از آن تاریخ و (به تکثیر در دانشگاه Analecta سال ۲۰۰۷). ۴۱ "خودکفایی ملی یا فکری استکبار؟ در این زمان نگرش از دادگاه‌های آمریکا نسبت به قانون خارجی" نهم پیتر تیلور یادبود سخنرانی لینکلن مسافرخانه سال ۲۰۰۶ ۶۵ شماره ۲، کمبریج مجله قانون (2006) pp. ۳۰۱–۳۲۹.
- "Die Kunst und die Wissenschaft deutsches Kultur im Ausland zu fördern", Festschrift für نوئل-ویلهلم Canaris zum 70. Geburstag, C. H. Beck Verlag
- "نگرانی‌ها و ایده‌های در مورد توسعه ما قانون حریم خصوصی (چگونه دانش از قانون خارجی ممکن است از کمک)" (co-author); جلد: LII آمریکا، مجله حقوق تطبیقی, pp. 133– 208 (2004). [تکثیر در سایت مؤسسه جهانی قانون UCL: www.ucl.ac.uk/laws/global_law/]
- "مورد قانون و حقوق تطبیقی: هر گونه گسترده تر درس را آموخته‌است؟"زن اروپایی بررسی حقوق خصوصی (۲۰۰۳).
- "بورس تحصیلی شهرت دانش و میراث: برخی تحریک‌آمیز بازتاب از یک Comparatist نقطه." جان موریس کلی یادبود سخنرانی ایرلندی فقیه, ۲۰۰۳
- "کارولین موناکو زتا جونز، نائومی کمپبل: زندگی خصوصی چهره‌های عمومی و مطبوعات" سخنرانی در آکادمی آتن. (دانشگاه Analecta, 2003.)
- "مسئولیت کارشناسان آلمانی و آمریکایی قانون: ورزش در مقایسه با روش" (همکاری), مجله آمریکایی، حقوق تطبیقی, پاییز، موضوع، ۲۰۰۳
- "قانون خارجی الهام بخش قانون ملی: درس‌هایی از Greatorex v. Greatorex 61 کمبریج مجله قانون, 2002, pp. ۳۸۶–۴۰۴.